# Picot verd cuagroc
El picot verd cuagroc (Picus xanthopygaeus) és una espècie d'ocell de la família dels pícids (Picidae) que habita boscos oberts, clars, ciutats i bambús de les terres baixes del nord de l'Índia, Sri Lanka, sud-oest de la Xina, oest, centre i sud de Myanmar, sud-oest de Tailàndia, Cambodja, sud de Laos i sud del Vietnam.